# Dawid Mamuładze
Dawid Michajłowicz Mamuładze (ros. Давид Михайлович Мамуладзе, ur. 19 grudnia 1910 we wsi Tchiłwana w obwodzie batumskim, zm. ?) – radziecki działacz państwowy.

## Życiorys
W latach 1930–1935 był zastępcą przewodniczącego rejonowego związku kołchozów i zastępcą kierownika rejonowego oddziału rolnego, 1935 skończył Zakaukaską Wyższą Komunistyczną Szkołę Rolniczą, potem zarządzał oddziałem Banku Państwowego ZSRR i kierował rejonowym oddziałem rolnym w Adżarskiej ASRR. Następnie był przewodniczącym komitetu wykonawczego rady rejonowej w Adżarskiej ASRR, ludowym komisarzem rolnictwa Adżarskiej ASRR i do 1948 ministrem gospodarki rolnej Adżarskiej ASRR, od 1939 należał do WKP(b). W latach 1948–1951 był słuchaczem Wyższej Szkoły Partyjnej przy KC WKP(b), 1951-1953 I zastępcą przewodniczącego, a od 1953 do stycznia 1954 przewodniczącym Rady Ministrów Adżarskiej ASRR. Od stycznia 1954 do marca 1961 był I sekretarzem Adżarskiego Komitetu Obwodowego Komunistycznej Partii Gruzji, od 18 lutego 1954 członkiem KC KPG, od marca 1961 do 1962 ministrem zapasów Gruzińskiej SRR, a 1962-1964 kierownikiem Wydziałem Organów Handlowych, Finansowych i Planowych KC KPG. Był deputowanym do Rady Najwyższej ZSRR 5 kadencji. Był odznaczony Orderem Czerwonego Sztandaru Pracy i Orderem Znak Honoru.